# Łukasz Horbatowski
Łukasz Horbatowski (ur. 14 maja 1980 w Głogowie) – polski polityk, ekonomista i samorządowiec, w latach 2010–2023 wójt gminy Kotla, poseł na Sejm X kadencji.

## Życiorys
W 2001 został absolwentem zespołu szkół zawodowych z dyplomem technika elektryka. W 2005 ukończył turystykę i rekreację w Państwowej Wyższej Szkole Zawodowej w Lesznie, a w 2007 uzyskał magisterium z ekonomii na Akademii Ekonomicznej w Poznaniu. W latach 2003–2007 pracował w Urzędzie Miejskim w Głogowie. Później do 2008 był prezesem zarządu spółki prawa handlowego, a w latach 2008–2010 zajmował stanowisko naczelnika Wydziału Gospodarki Nieruchomościami w Starostwie Powiatowym w Głogowie.
W 2010 został wybrany na urząd wójta gminy Kotla. Z powodzeniem ubiegał się o reelekcję w wyborach samorządowych w 2014 i 2018. Wstąpił do Platformy Obywatelskiej. Objął funkcję jej przewodniczącego w powiecie głogowskim, a w 2021 został wiceprzewodniczącym PO w województwie dolnośląskim oraz przewodniczącym w powiecie głogowskim.
W wyborach parlamentarnych w 2023 kandydował do Sejmu z listy Koalicji Obywatelskiej w okręgu legnickim. Uzyskał mandat posła X kadencji, zdobywając 13 934 głosy.

## Wyniki wyborcze
| Wybory | Komitet wyborczy | Komitet wyborczy          | Organ            | Okręg | Wynik          |
| ------ | ---------------- | ------------------------- | ---------------- | ----- | -------------- |
| 2010   |                  | KWW Razem dla Gminy Kotla | Wójt Gminy Kotla | –     | 1266 (68,32%)  |
| 2014   | 1321 (100,00%)   | KWW Razem dla Gminy Kotla | Wójt Gminy Kotla | –     |                |
| 2018   | 1431 (89,38%)    | KWW Razem dla Gminy Kotla | Wójt Gminy Kotla | –     |                |
| 2023   |                  | Koalicja Obywatelska      | Sejm X kadencji  | nr 1  | 13 934 (2,78%) |